# 地球科学に関する記事の一覧
地球科学に関する記事の一覧（ちきゅうかがくにかんするきじのいちらん）。
以下の項目は、地質学・鉱物学の諸分野（岩石学・古生物学など）、地球物理学の諸分野（地震学・気象学・測地学など）、地理学の自然地理的分野（自然地理学、地域地理学など）、海洋学、惑星科学を含む。

## ア行
あ
アイソスタシー - 赤潮 - 亜寒帯 - 秋雨 - 秋雨前線 - アスペリティ - アセノスフェア - 亜大陸 - 亜熱帯高圧帯 - アノマロカリス - アフリカ大地溝帯 - 雨 - アメイジア大陸 - アメダス - アメリカ海洋大気庁 (NOAA) - 霰 - アレキサンドライト - 安山岩 - アンサンブル予報 - アンモナイト - アルベド - 安定同位体 - 安定陸塊
い
異常気象 - 緯線 - 緯度 - 異方性 - 色指数 - 隕石
う
ウォーカー循環 - 渦度 - うねり - 海 - 海風 - 運搬 - 雲母 - 雲量
え
エアロゾル - 永久凍土 - 液状化 - エディアカラ生物群 - エルニーニョ - エルニーニョ・南方振動 (ENSO) - 縁海 - 塩害 - 塩基性岩 - 遠心力 - 遠洋性堆積物 - 塩類
お
応用地質学 - 応力 - 大潮 - オゾン - オゾン層 - オゾンホール - オホーツク海高気圧 - 親潮 - オルドビス紀 - オーロラ - 温帯 - 温帯高気圧 - 温帯低気圧 - 温室効果 - 温室効果ガス - 温暖前線 - 温度 - 温度計

## カ行
か
外核 - 海岸段丘 - 海溝 - 海谷 - 海山 - 海水 - 海水準変動 - 快晴 - 海洋大陸 - 海底拡大説 - 海底火山 - 海氷 - 海面変動 - 海洋 - 海洋学 - 海洋観測 - 海洋観測船 - 海洋気象台 - 海洋深層水 - 海洋地殻 - 海洋底拡大説 - 海洋物理学 - 海洋プレート - 海陸風 - 海流 - 海嶺 - カオリナイト - 化学岩 - 化学的風化 - 河岸段丘 - 鍵層 - 核 - 角閃石 - 火口 - 花崗岩 - 花崗岩質マグマ - 火口湖 - 下降気流 - 花崗閃緑岩 - 過去の気温変化 - 火砕サージ - 火砕流 - 火山 - 火山学 - 火山角礫岩 - 火山ガス - 火山ガラス - 火山岩 - 火山岩塊 - 火山弧 - 火山砕屑岩 - 火山砕屑物 - 火山前線 - 火山帯 - 火山弾 - 火山の噴火 - 火山噴出物 - 火山灰 - 火山礫 - 火山礫凝灰岩 - 火山列島 - 荷重痕 - カスケード沈み込み帯 - 風 - 火成岩 - 化石 - 化石海水 - 化石燃料 - 河川 - 活火山 - 活断層 - 下部地殻 - 雷 - からっ風 - 軽石 - カルスト地形 - カルデラ - カルデラ湖 - 岩塩 - 岩床 - 完新世 - 岩石 - 岩石学 - 含水鉱物 - 岩屑 - 岩相 - 乾燥帯 - 乾燥断熱減率 - 岩体 - 寒帯 - 環太平洋造山帯 - 関東大震災 - 関東ローム層 - 間氷期 - カンブリア紀 - カンブリア爆発 - 岩脈 - かんらん岩 - カンラン石 - 寒流 - 環流 - 寒冷前線 - 寒冷高気圧
き
紀 - 気圧 - 気圧計 - 気圧傾度力 - 気圧の谷 - 気圧の峰 - 気圧配置 - 気温 - 機械的風化 - 気候 - 気候変化 - 気候変動 - 気象 - 気象衛星 - 気象観測 - 気象業務法 - 気象警報 - 気象台 - 気象注意報 - 気象庁 - 気象庁震度階 - 気象庁風力階級 - 気象通報 - 気象レーダー - 気象予報士 - 季節 - 季節風 - 季節予報 - 北太平洋高気圧 - 気団 - 起潮力 - 軌道傾斜角 - 軌道要素 - 起伏 - 逆断層 - 休火山 - 級化層理 - 凝灰角礫岩 - 凝灰岩 - 仰角 - 凝結核 - 協定世界時 (UTC) - 恐竜 - 極循環 - 局地風 - 極東風 - 霧 - 銀河系
く
空気 - グーテンベルク不連続面 - 雲 - 雲粒 - 曇り - クラトン - グリニッジ標準時 (GMT) - クリノメーター - クレーター - グレート・リフト・バレー - 黒雲母 - 黒潮 - グローバル・ポジショニング・システム (GPS)
け
系 - ケイ酸塩 - ケイ酸塩鉱物 - 傾斜 (地質学) - 啓蟄 - 経度 - 夏至 - 頁岩 - 結晶 - 結晶質石灰岩 - 結晶分化作用 - 結晶片岩 - ケッペンの気候区分 - 月光 - 月長石 - 圏谷 - 原生代 - 元素 - 検層 - 玄武岩 - 玄武岩質マグマ
こ
コア - 広域変成岩 - 宏観異常現象 - 高気圧 - 光合成 - 光合成生物 - 黄砂 - 高山帯 - 向斜 - 鉱床 - 鉱床学 - 更新世 - 降水 - 降水確率 - 降水量 - 高層天気図 - 硬度 (水) - 鉱物 - 鉱物学 - 木枯らし - 国土地理院 - 黒曜岩・黒曜石 - 小潮 - 古地震 - 弧状列島 - 古生代 - 古生物 - 古生物学 - 古第三紀 - 古地磁気 - コノドント - コバルトクラスト - 固溶体 - コリオリの力 - コールドプルーム - コロラド高原 - 混濁流 - ゴンドワナ大陸

## サ行
さ
サイクロン - 最高気温 - 歳差 - 最終氷期 - 砕屑岩 - 最低気温 - 砂岩 - 砂岩岩脈 - 砂丘 - 桜前線 - 柘榴石 - 砂泥互層 - 砂漠 - 砂漠化 - サバナ - サバナ気候 - サンアンドレアス断層 - 三角州 - 三角測量 - 三角点 - 産業技術総合研究所 - サンゴ礁 - 三畳紀 - 酸性雨 - 酸性岩 - 酸素同位体比 - 山体崩壊 - 山地 - 山脈 - 三葉虫
し
シアノバクテリア - シアル - ジェット気流 - ジオイド - 死火山 - 磁気嵐 - 磁気圏 - 子午線 - 子午線弧 - 示準化石 - 地震 - 地震空白域 - 地震計 - 地震警報システム - 地震帯 - 地震断層 - 地震動 - 地震波 - 地震波トモグラフィー - 地震予知 - 地すべり - 自然災害 - 自然地理学 - 示相化石 - シダ植物 - 七十二候 - 湿潤断熱減率 - 湿度 - 自転 - 地熱 - 地盤沈下 - シベリア高気圧 - 磁北 - シマ - 島 - 縞状鉄鉱床 - 縞状鉄鉱層 - 蛇紋岩 - シューマン共振 - 褶曲 - 集中豪雨 - 秋分 - 重力 - 重力異常 - 重力加速度 - 縮尺 - 主要動 - ジュラ紀 - 春分 - 礁 - 上昇気流 - 条線 - 鍾乳洞 - 蒸発岩 - 小氷期 - 上部地殻 - 縄文海進 - 初期微動 - 初期微動継続時間 - 植物 - 食物連鎖 - シルト - シルル紀 - 震央 - 震央距離 - 深海 - 震源 - 震源域 - 震源距離 - 震源断層 - 震災 - 侵食 - 深成岩 - 新生代 - 深層 - 深層循環 - 新第三紀 - 震度 - 震度分布図 - 深発地震帯 - 深発地震面
す
水温躍層 - 水滴 - 水準測量 - 水準点 - 水文学 - 数値予報 - スコリア - スコール - ストロマトライト - 砂 - スノーボールアース - スーパープリューム - スンダランド
せ
世 - 斉一説 - 西岸海洋性気候 - 整合 - 生痕 - 成層火山 - 成層圏 - 生態系 - 正断層 - 世界気象機関 (WMO) - 世界時 - 世界測地系 - 石英 - 石材 - 石炭 - 石炭紀 - 石炭層 - 石油 - 積乱雲 - 石灰岩 - 石基 - 石膏 - 接触変成岩 - 絶対湿度 - 絶対年代 - 節理 - ゼノリス - 先カンブリア時代 - 線構造 - 扇状地 - 前線 - 潜熱 - 閃緑岩
そ
造岩鉱物 - 走向 - 造山帯 - 走時曲線 - 層序 - 層序学 - 相対湿度 - 相対年代 - 層理 - 測地 - 測地系 - 測量 - 空

## タ行
た
大気 - 大気圧 - 大気擾乱 - 大気圏 - 大気大循環 - 太古代 - 第三紀 - 大西洋中央海嶺 - 堆積 - 堆積学 - 堆積岩 - 堆積構造 - 堆積相 - 堆積相対比の法則 - 堆積物 - 台地 - ダイナモ理論 - 台風 - ダイヤモンド - ダイヤモンドダスト - 大洋 - 太陽 - 太陽光 - 太陽黒点 - 大洋底 - 太陽風 - 太陽放射 - 第四紀 - 大陸 - 大陸移動説 - 大陸斜面 - 大陸棚 - 大陸と海洋の起源 - 大陸地殻 - 大陸プレート - 大理石 - 対流 - 対流圏 - ダウンバースト - 多角測量 - 竜巻 - 盾状火山 - 盾状地 - 縦波 - タービダイト - 段丘 - 炭酸カルシウム - 弾性係数 - 弾性波 - 弾性反発説 - 断層 - 断層破砕帯 - 断熱圧縮 - 断熱膨張 - 暖流
ち
澄江動物群 - 地温勾配 - 地殻 - 地殻変動 - 地下水 - 地球 - 地球温暖化 - 地球科学 - 地球化学 - 地球科学者 - 地球史年表 - 地球シミュレータ - 地球楕円体 - 地球物理学 - 地球放射 - 地形 - 地形学 - 地形図 - 地溝帯 - 地衡風 - 地史学 - 地磁気 - 地上天気図 - 地軸 - 地質学 - 地質構造 - 地質時代 - 地質時代区分 - 地質図 - 地質断面図 - 地質調査 - 地質調査所 - 地質年代 - 地層 - 地層累重の法則 - 地中海 - 地中海性気候 - 地熱 - 地方気象台 - チャート - 注意報 - 中央海嶺 - 中央構造線 - 中間圏 - 柱状図 - 中生代 - 中世の温暖期 - 沖積平野 - 長期予報 - 長石 - 潮汐 - 潮汐説 - 超大陸 - 潮流 - 直下型地震 - チリ地震 - 地理情報システム (GIS) - 沈降
つ
津波 - 津波観測所 - 津波予報 - 津波警報 - 津波注意報 - 梅雨 - 梅雨明け - 梅雨入り - ツンドラ気候
て
泥岩 - 低気圧 - デイサイト - 低速度層 - 停滞前線 - 底盤 - テクトニクス - 鉄鉱石 - テフラ - デボン紀 - 天気 - 天気予報 - 転向力 - 電磁波 - 天井川 - 伝導 - 天然ガス - 電離層
と
等圧線 - 等圧面 - 東海地震 - 撓曲 - 洞窟 - 洞窟潜水 - 島弧 - 等高線 - 冬至 - 動物 - 等粒状組織 - 土石流 - 鳥取地震 - トラフ (地形) - トランスフォーム断層 - トレンチ - 泥

## ナ行
な
内核 - ナウマンゾウ - 凪 - 雪崩 - 南方振動 - 南極 - 南極海 - 南極大陸 - 南極半島 - 軟泥
に
二十四節気 - 日照時間 - 二百十日 - 二百二十日 - ニフェ - 日本海 - 日本海溝 - 日本測地系 - 日本列島
ぬ
ヌーナ大陸
ね
熱塩循環 - 熱圏 - 熱水 - 熱水鉱床 - 熱帯 - 熱帯収束帯 - 熱帯夜 - 熱帯低気圧 - 熱帯雨林 - 年縞 - 粘土 - 粘土鉱物 - 粘板岩 - 年輪年代学
の

## ハ行
は
梅雨 - 梅雨前線 - 背斜 - 白亜紀 - 破砕帯 - バージェス頁岩 - バージェス動物群 - ハドレー循環 - パノティア大陸 - パーライト - ハリケーン - 春一番 - 晴れ - 阪神・淡路大震災 - パンゲア大陸 - 半減期 - 斑晶 - 斑状組織 - 半島 - ハンマー (地質調査) - 斑れい岩
ひ
東太平洋海嶺 - 微化石 - 比高 - ヒートアイランド - ヒプシサーマル - ひまわり - 百葉箱 - ビューフォート風力階級 - 雹 - 氷河 - 氷河制約説 - 氷河時代 - 氷期 - 標高 - 氷山 - 氷晶 - 氷床 - 氷床コア - 表層 - 表土
ふ
風化 - 風向 - 風速 - 風力 - 風浪 - フェレル循環 - フェーン - フェーン現象 - フォッサマグナ - 付加体 - 複屈折 - ブーゲー異常 - フズリナ - 不整合 - 伏角 - 物理探査 - 物理的風化 - 部分溶融 - プルームテクトニクス - プレート - プレート運動 - プレート境界型地震 - プレートテクトニクス - プレート内地震 - 噴火
へ
平均海面 - 平衡 - 閉鎖系 - 閉塞前線 - 平野 - ペグマタイト - ベッセル楕円体 - ベーリング陸橋 - ペルム紀 - 偏角 - 片岩 - 変成岩 - 変成作用 - 偏光顕微鏡 - 偏西風 - 変動地形 - 変動地形学 - 片麻岩 - 片理
ほ
ポアソン比 - 貿易風 - 方解石 - 放散虫 - 放射性同位体 - 放射年代測定 - 卯酉線 - 飽和水蒸気量 - 捕獲岩 - ボーキサイト - ボストーク湖 - ホットスポット - ホットプルーム - ボーリング - ホルンフェルス

## マ行
ま
マグニチュード - マグマ - マグマオーシャン - 枕状溶岩 - マスムーブメント - 真夏日 - 真冬日 - マンガン団塊 - マントル - マントル対流説
み
三日月湖 - 湖 - 密度成層 - 脈
む
無色鉱物
め
冥王代 - メタセコイア - メタンハイドレート - メノウ - 面構造
も
猛暑 - モース硬度 - モホロビチッチ不連続面 - モンスーン

## ヤ行
や
山 - 山津波 - ヤンガードリアス
ゆ
有孔虫 - 有色鉱物 - 雪 - ユレダス
よ
溶岩 - 溶岩台地 - 溶岩流 - 溶結凝灰岩 - 葉理 - 横波 - 余震 - 横ずれ断層

## ラ行
ら
雷雨 - ラジオゾンデ - 裸子植物 - ラテライト - ラニーニャ - ラピリストーン - ラブ波 - ランドサット
り
リアス式海岸 - 理科年表 - 陸 - 陸上生物 - 陸水 - 陸風 - 離心率 - リソスフェア - 立夏 - 立秋 - 立春 - 立冬 - 隆起 - 隆起山地 - 粒径 - 流氷 - 流紋岩 - 流理構造 - 領家帯
る
ルートマップ
れ
冷帯 - レイリー波 - レーウィンゾンデ - 礫 - 礫岩 - レーマン不連続面
ろ
ロディニア大陸 - 露点温度 - 露頭 - ローラシア大陸 - ローレンシア大陸

## ワ行
わ
惑星 - 惑星の居住可能性 - 和達-ベニオフ帯 - 割れ目噴火 - 湾

## A - Z
ENSO（エルニーニョ・南方振動） - GIS（地理情報システム） - GMT（グリニッジ標準時） - GPS（グローバル・ポジショニング・システム） - GRS80 - K-T境界 - MTSAT（運輸多目的衛星） - N値 - NOAA（アメリカ海洋大気庁） - P波 - P-T境界 - Q値 - S波 - TRMM（熱帯降雨観測衛星） - U字谷 - UTC（協定世界時） - V字谷 - WGS 84 - WMO（世界気象機関）